# Ogcodes etruscus
Ogcodes etruscus este o specie de muște din genul Ogcodes, familia Acroceridae. A fost descrisă pentru prima dată de Griffini în anul 1896.
Este endemică în Italia. Conform Catalogue of Life specia Ogcodes etruscus nu are subspecii cunoscute.